# Jodocus Temme

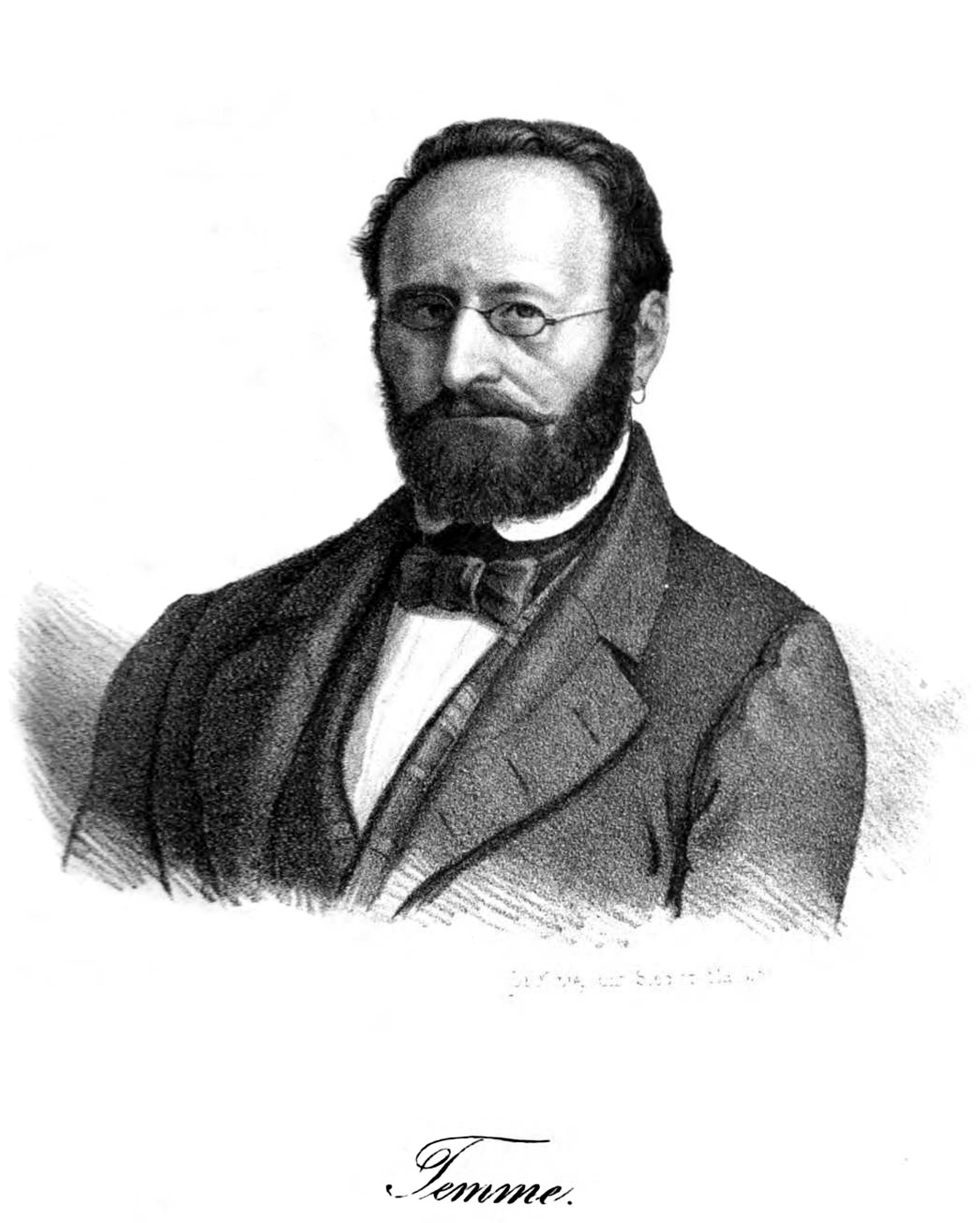
Jodocus Donatus Hubertus Temme

Jodocus Donatus Hubertus Temme (* 22. Oktober 1798 in Lette, Westfalen; † 14. November 1881 in Zürich) war ein deutscher Politiker, Jurist und Schriftsteller.

## Leben
Jodocus Temme war der Sohn des Anwalts und Amtmanns des Stifts Clarholz, Carl Bernhard Joseph Temme und der Marie Elisabeth Ferrier aus Beelen. Temmes Taufpate war Jodocus van Oldeneel, der letzte Propst dieses Klosters. Seine erste Schulbildung genoss Jodocus Temme durch Hauslehrer. Mit zehn Jahren besuchte er 1808 das Gymnasium Paderborn. Schon im darauffolgenden Jahr bekam er nach erfolgreichen Prüfungen das Reifezeugnis verliehen.
1814 begann Temme an der Universität Münster Jura zu studieren. Später wechselte er an die Universität Göttingen, wo er Mitglied des Corps Guestphalia Göttingen wurde und seine Studien 1819 beendete. Am Oberlandesgericht Paderborn legte er die Auskultator-Prüfung, das Referendar- und das Assessor-Examen ab. Anschließend wechselte er als Assessor an das Fürstlich-Bentheimische Land- und Stadtgericht in Limburg an der Lenne.
Bereits in dieser Zeit debütierte Temme als Schriftsteller mit dem Roman Der Bluthund. Diesen veröffentlichte er zusammen mit Alfred von Tabouillot, dem früheren Ehemann der Schriftstellerin Mathilde Franziska Anneke.
Von 1822 bis 1824 war Temme zum Erzieher und Begleiter des Prinzen Franz zu Bentheim-Tecklenburg. Mit seinem Zögling wirkte er nacheinander an den Universitäten Heidelberg, Bonn und Marburg. In Bonn wurde er Renonce des Corps Guestphalia Bonn. 1824 kehrte er wieder nach Limburg an seinen Arbeitsplatz zurück.
1827 heiratete er Juliane Wilhelmine Plücker aus Elberfeld. Um seine Familie besser zu versorgen, begann er unter dem Pseudonym Heinrich Stahl für mehrere westfälische Zeitungen und Zeitschriften zu schreiben. 1832 absolvierte Temme erfolgreich die dritte juristische Staatsprüfung und wurde an das Hofgericht nach Arnsberg versetzt.
Die Beförderung zum Kreisjustizrat erfolgte 1833, allerdings verbunden mit der Versetzung nach Ragnit in Preußisch-Litauen. Seine dortige Arbeit verwertete er später in seinen Kriminalnovellen. Drei Jahre später wurde Temme als Kriminaldirektor nach Stendal in der Altmark versetzt. 1838 berief man ihn an das Hofgericht Greifswald.
Im Jahr 1844 fiel Temme dem König Friedrich Wilhelm IV. „wegen liberaler Gesinnung“ auf. Auf königlichen Befehl beförderte man Temme zum Direktor des Land- und Stadtgerichtes Tilsit und verbannte ihn damit weit weg von der Hauptstadt.
1848 wurde Temme als Staatsanwalt nach Berlin berufen. Im selben Jahr wurde er in die Preußische Nationalversammlung gewählt. Dort gehörte er der linken Fraktion an. Man versuchte, ihn mit dem Amt des Direktors des Oberlandesgerichts Münster wegzuloben. Doch Temme hatte noch großen Anteil an der Auflösung der Nationalversammlung im November 1848. Der Wahlkreis Tilsit wählte ihn in die zweite Kammer des Preußischen Abgeordnetenhauses, das aufgrund der durch den König am 5. Dezember 1848 oktroyierten Verfassung geschaffen worden war und das von Februar bis April 1849 tagte.
In der Frankfurter Nationalversammlung von 1848 in der Paulskirche zählte Temme zu den gemäßigten Linken der Fraktion Westendhall. 1849 nahm er am Stuttgarter Rumpfparlament teil. Wegen seiner Teilnahme an den hier verfassten sogenannten „Stuttgarter Beschlüssen“ wurde Temme wegen „fortgesetzter demokratischer Anschauung“ und Hochverrat vor dem Schwurgericht Münster angeklagt. Nach neunmonatiger Haft musste er aber vom Schwurgericht freigesprochen werden. Zur Jahreswende 1850/1851 wurde Temme ohne rechtliche Grundlage aus dem Staatsdienst entlassen. Er verlor damit auch jegliche Pensionsansprüche.
Seinen Lebensunterhalt verdiente er ab 1851 als leitender Redakteur der Neue Oderzeitung in Breslau. Dieses Amt gab er nach einem Jahr wieder ab, da er und seine Familie von der Polizei ständig überwacht und drangsaliert wurden. 1852 folgte er einem Ruf als Professor des Kriminalrechts nach Zürich. Dieses – unbesoldete – Amt hatte er bis 1881 inne.
Temme intensivierte in den 1850er Jahren seine belletristische Produktion, wofür er 1854 mit der Ehrendoktorwürde der Universität Zürich ausgezeichnet wurde. Bis in die 1870er Jahre verfasste er unter anderem zahlreiche Kriminalerzählungen, die zum großen Teil in Ernst Keils Familienzeitschrift Die Gartenlaube veröffentlicht wurden und wichtige Anstöße für die Entwicklung der deutschsprachigen Kriminalliteratur gaben. Beim 1872 zuerst erschienenen Roman Hermann Klostermann – ein neuer Rinaldo griff er den realen zeitgenössischen Fall des Wilderers Hermann Klostermann auf und verband die Kriminalhandlung mit sozialkritischen Anmerkungen.
1863/1864 kehrte Temme vorübergehend nach Berlin zurück, wo er als Mitglied des Abgeordnetenhauses des preußischen Landtags gewählt worden war. 1878 zog er mit seiner Familie für kurze Zeit wieder nach Tilsit. Als dort aber nach kurzer Zeit seine Frau starb, ging er zurück nach Zürich.

## Ehrung
Seit 1956 erinnert der Temmeweg in Berlin-Kladow an ihn. Zudem wurde zum 100. Todestag im Jahre 1981 ein Gedenkstein in seiner Heimat Lette aufgestellt.

## Schriften

### Juristische Werke
- Die Lehre von der Tödtung nach preußischem Rechte, Collmann, Leipzig 1839 (Digitalisat)
- Lehrbuch des preußischen Civilrechts. Collmann, Leipzig 1846 (2 Bände) Bd.1 online, Bd.2
- Lehrbuch des preußischen Strafrechts. s. n., Berlin 1853. online
- Archiv für die strafrechtlichen Entscheidungen der obersten Gerichtshöfe Deutschlands. Palm, Erlangen 1.1854 - 6.1859. Bd.1 online, Bd.2, Bd.3, Bd.4, Bd.5, Bd.6
- Lehrbuch des schweizerischen Strafrechts. s. n., Aarau 1855. online
- Lehrbuch des gemeinen deutschen Strafrechts. s. n., Stuttgart 1876. online
- Das preussische Vormundschaftsrecht. s. n., Berlin 1847. online
- Rechtliche Bedenken über die Verlegung und Vertagung der preussischen Nationalversammlung. s. n., Berlin 1848. online
- Die Prozesse gegen Jodocus Temme. Georg Jeger, Braunschweig 1851. online

### Belletristische Werke
- Der Bluthund. Basse, Quedlinburg 1820.
- Adele oder das grausame Verhängnis. Basse, Quedlinburg 1823.
- Otto Schütz und Der Auskultator Ewald. Christian Ernst Kollmann, Leipzig 1828. online
- mit Wilhelm von Tettau: Volkssagen Ostpreußens, Litthauens und Westpreußens. Nicolai, Berlin 1837 (Digitalisat der Bayerischen Staatsbibliothek).
- Die Volkssagen von Pommern und Rügen. Nicolaische Buchhandlung, Berlin 1840 (Volltext).
- Der tolle Graf: Eine Kriminal-Geschichte ISBN 3-506-74353-8 (Ausgabe 1991)
- Der Studentenmord in Zürich. Criminalgeschichte. ISBN 3-0340-0768-X Zürich, Mai 2006 (Nachdruck der Erstausgabe von 1872)
- Jodocus-Temme-Lesebuch. Zusammengestellt und mit einem Nachwort versehen von Walter Gödden und Siegfried Kessemeier [= Nylands Kleine Westfälische Bibliothek 8] ISBN 3-936235-09-0

### Autobiographie
- Erinnerungen. Herausgegeben von Stephan Born. Keil, Leipzig 1883. (Nachdruck dieser Ausgabe in der Reihe Bibliothek des deutschen Strafrechts: Meister der Moderne, Band 95. Keip, Goldbach 1997, ISBN 3-8051-0442-1)